# Raad voor de Jaarverslaggeving
De Raad voor de Jaarverslaggeving (RJ) is een adviesorgaan dat als doelstelling heeft de kwaliteit van de externe verslaggeving van niet-beursgenoteerde organisaties en bedrijven in Nederland te verbeteren. De Raad publiceert richtlijnen voor de jaarverslaggeving en geeft adviezen aan de Nederlandse overheid, de International Accounting Standards Board en de European Financial Reporting Advisory Group. 
De leden van de RJ worden benoemd door de vakbonden FNV en CNV, de werkgeversorganisatie VNO-NCW, de Koninklijke Beroepsorganisatie van Accountants KNBA en de Vereniging van Beleggingsanalisten (VBA). Het Ministerie van Justitie en Veiligheid en de Autoriteit Financiële Markten wonen de vergaderingen van de RJ bij, als waarnemer.